# Голубятня (дача)
Да́ча «Голубя́тня» — московский особняк в классицистическом стиле, построенный в 1780 году около Донского монастыря. Доподлинно неизвестно, кто был заказчиком строительства и как возникло название «Голубятня». Предположительно, усадьба принадлежала сподвижнику императрицы Екатерины II Алексею Орлову. По состоянию на 2018-й строение занимает ресторан восточной кухни.

## История

### Возможные первые владельцы
Предположительно, главное здание было возведено в 1780 году по проекту архитектора Матвея Казакова. В этот период территорию возле Донского монастыря занимала усадьба Нескучное, которая относилась к владениям Алексея Орлова. Но отдельные исследователи предполагают, что хозяином Нескучного являлся его брат Фёдор Орлов. Тем не менее ряд историков считает, что дача «Голубятня» не относилась к территории Нескучного и не принадлежала владениям Орловых.
Алексей Орлов часто проводил в Нескучном званые обеды, лошадиные скачки, кулачные и петушиные бои. Эти мероприятия посещали не только аристократы, но и простые москвичи. Раз в неделю граф устраивал праздничные ужины, на которых присутствовали видные общественные и культурные деятели. Так, приёмы в усадьбе упоминаются в «Записках» писательницы Анны Хомутовой. В июне 1787 года Екатерина II посетила имение Орлова рядом с Донским монастырём и отметила, что богатый вельможа проживал в доме «неуклюжей архитектуры». Её удивили небольшие окна усадьбы, которые скудно пропускали свет. Однако точных упоминаний, что императрица посещала именно «Голубятню», не сохранилось.
По одной из версий, здание усадьбы получило своё название, потому что верхний ярус использовали для размещения голубятни, по другой — из-за странной формы строения: дом представлял собой трёхъярусное здание с квадратным в плане цокольным этажом и двумя деревянными ротондами разного размера. Парадный вход украcили тосканским портиком, который завершал треугольный фронтон. Второй ярус оформили деревянными тосканскими колоннами, бельведер — ионическими. По периметру двух верхних этажей устроили галереи. Здание увенчано куполом с люкарнами.
Существует предположение, что особняк был построен после Отечественной войны 1812 года, так как дом не указан в списке построек, уцелевших после московского пожара. Тем не менее, согласно картам того периода, территория южнее Донского монастыря не пострадала от огня. Историк Олег Фочкин указывает, что в начале XIX века участок относился к территории загородного особняка и завода Михаила Андреевича Милютина. В 1805-м он переуступил дачу дворянину Андреяну Фёдоровичу Стрекалову и его братьям. В книге «Страницы из жизни А. А. Алябьева» есть упоминания, что во время оккупации Москвы французами семья композитора спрятала часть своего имущества на даче Стрекаловых. Дом был разграблен, однако в тексте не уточняется, что описывается именно «Голубятня». В дальнейшем владельцы неоднократно менялись. По мнению историка Сергея Романюка, один из хозяев мог приобрести необычное строение на распродаже готовых домов и перенести его на участок.

### Установленные владельцы
На литографии первой половины XIX столетия «Голубятня» отмечена как «Дача за Донским монастырём». На картах разного времени территория также указана как Миткальный и Свечной заводы. С 1817 года земля находилась в собственности некоего Семёна Аладина, который через семь лет продал её княжне Марии Черкасской. В 1828-м она переуступила особняк Варваре Андреевне Соколовой. К 1837-му хозяином числился домовладелец Александр Алексеевич Меденцов. Через два года купец Фёдор Симонов выкупил у него часть имения с каменной дачей, оранжерей и садом. Через пять лет Симонов приобрёл оставшийся участок. Позднее земля перешла по наследству к его сыну — Алексею. В этот период от дома к Калужской заставе проложили дорогу с прямой аллей, вдоль которой стояли хозяйственные флигеля.
В конце XIX века «Голубятня» принадлежала купцу первой гильдии Петру Кирилловичу Мельникову. При нём рядом с домом действовал мыловаренный завод, а усадьбу использовали как летнюю резиденцию. Будучи старообрядцем, Мельников обустроил на втором этаже здания моленную, освящённую во имя Тихвинской иконы Божией Матери. В октябре 1898 года в этом помещении состоялся обряд вступления в должность московского архиепископа Иоанна. Моленная продолжала действовать, когда хозяин переуступил усадьбу домовладельцу Василию Михайловичу Михайлову. Точная дата сделки неизвестна, но она была осуществлена до кончины Мельникова в 1890 году. Вероятно, церковь ликвидировали наследники Михайлова в 1908-м.
Большинство исследователей сообщает, что до Октябрьской революции здание принадлежало скульптору Константину Крахту. Его мастерскую навещали писатель Борис Пастернак и представители поэтической группы «Центрифуга». Однако согласно архивным документам Архитектурного музея имени Щусева усадьба находилась в собственности однофамильца скульптора — некоего генерала Крахта. В июне 1917-го он подарил участок своему сыну в честь свадьбы. Позднее национализированное строение занимала художественная коммуна «Венок». Первый этаж дома отвели под коммунальные квартиры для командного состава Красной армии. В 1920-х годах на заседании клуба «Старая Москва» краевед Николай Чулков высказал предположение, что дачу использовали для заседаний масонской ложи, а из подвалов дома обустроили подземные туннели. Через тридцать лет дом отреставрировали и передали в ведение районной детской библиотеки. В 1960-м дачу признали объектом культурного наследия федерального значения и через двадцать лет реконструировали под детский сад.

## Современность
В 1996—1999 годах строительная компания «Ингеоком» провела масштабную реконструкцию усадьбы. Проект разработал архитектор Дмитрий Николаевич Кульчинский, под руководством которого укрепили фундамент, отремонтировали интерьеры и фасады, частично воссоздали парковую зону. Реставраторы обнаружили два подземных хода, которые вели в сторону Нескучного сада и Москвы-реки. Один из них предназначался для кареты, запряжённой парой лошадей, второй — для одного пешехода. После работ в здании расположился сигарный клуб и ресторан «Граф Орлов». В 2010-м дачу снова реконструировали, полностью демонтировав первоначальную отделку, строение занял ресторан восточной кухни.